# Bengasi (districte)
El districte de Bengasi (àrab: شعبية بنغازي, xaʿbiyyat Binḡāzī) és un dels 22 districtes en què es divideix administrativament Líbia. La seva capital és la ciutat de Bengasi. És banyat pel mar Mediterrani.